# Shorta – Das Gesetz der Straße
Shorta – Das Gesetz der Straße ist ein Actionfilm von Anders Ølholm und Frederik Louis Hviid, der Anfang September 2020 im Rahmen der Filmfestspiele von Venedig 2020 seine Weltpremiere feierte und am 8. Oktober 2020 in die dänischen Kinos kam.	

## Handlung
Die Polizeibeamten Jens Høyer und Mike Andersen patrouillieren im Ghetto von Svalegården bei Kopenhagen. Die Stimmung unter der ausländischen Bevölkerung ist angeheizt, weil kurz zuvor ein festgenommener Senegalese, Talib Ben Hassi, in Polizeigewahrsam schwer verletzt wurde und in Lebensgefahr schwebt. Daher soll die Polizei Svalegården nicht betreten. Später erliegt Ben Hassi seinen Verletzungen.
Mike empfindet pauschalen Hass auf Ausländer und manipuliert auch den noch unsicheren Jens dahingehend, dass er wegen Ben Hassi seine Kollegen decken soll. Für ihn sind alle Ausländer Kriminelle, denen man nur mit Härte begegnen kann. Um dies zu demonstrieren, durchsucht er ohne Anlass den Jugendlichen Amos auf der Straße, der auf seine Rechte besteht, aber keinen Widerstand leistet. Als die Beamten wegfahren wollen, wird ihr Auto von einer Gruppe Jugendlicher beworfen. Sie verfolgen die Gruppe und nehmen Amos fest.
Nun sitzen sie allerdings im Ghetto inmitten randalierender Gangs fest, die Polizei kann ihnen aufgrund der Ausschreitungen von außen nicht zu Hilfe kommen. Amos fasst mit der Zeit Vertrauen zu Jens, der ihm freundlich begegnet, und weist den beiden einen möglichen Weg aus dem Ghetto. Dieser wird jedoch im letzten Moment von einer Ausländer-Gang versperrt.
Die drei müssen abermals in einen Keller fliehen, wo Mike und Jens in handfesten Streit über die Situation geraten: Jens wirft Mike vor, mit der rechtswidrigen Durchsuchung Amos’ die Situation, in der sie nun stecken, provoziert zu haben, während Mike dagegenhält, Jens hätte ja einschreiten können. Durch die Prügelei werden sie getrennt. 
Mike wird kurz darauf von einem Anwohner, der ihn für ein Gangmitglied hält, aus einem Gebäude angeschossen und von einer ausländischen Krankenschwester erstversorgt, die sich als Amos’ Mutter herausstellt und sich große Sorgen um ihren Sohn macht, der längst zu Hause hätte sein sollen. Sie führen kurz ein freundliches Gespräch, doch Mike fühlt sich in der Falle und flieht gewaltsam, wobei er von einem Hund angefallen wird. Dadurch wird er wieder schwer verletzt und von einem weiteren jugendlichen Ausländer gerettet, der ihm den Weg zu Jens zeigt, der mittlerweile mit Amos im Ghetto herumirrt und noch keinen sicheren Ort gefunden hat. Als dieser Junge sich Jens nähert, während Mike zurückbleibt, verliert Jens die Nerven und erschießt den Jungen. Mike gestaltet die Szene so, dass es aussieht, als sei der Junge bewaffnet gewesen. 
Anschließend spürt Mike Amos in einem Keller auf, den einzigen Zeugen von Jens’ tödlichem Schuss, und richtet die Waffe auf ihn, doch lässt er ihn laufen. Amos trifft sicher zu Hause ein. Mike und Jens verlassen das Ghetto durch ein Loch im Bauzaun. Jens gibt – symbolisiert dadurch, dass er sich seinen Ehering an den Finger steckt, den er nie im Dienst trägt – die Flucht auf und erwartet die auf Mopeds nahenden Gangmitglieder, weil er seine Schuld nicht ertragen kann, vielleicht auch um dem verwundeten Mike Zeit zu verschaffen. Der davonlaufende Mike erreicht im Morgengrauen eine Polizeieinheit.

## Produktion
Regie führten Anders Ølholm und Frederik Louis Hviid, die auch das Drehbuch schrieben. Sie drehten den Film in Echtzeit. Für beide handelt es sich um ihr Regiedebüt bei einem Spielfilm. Ølholm hatte zuvor unter anderem die Drehbücher für Antboy und Aminas Briefe geschrieben, Hviid für mehrere Kurzfilme. Als „Shorta“ wird die Polizei in Saudi-Arabien bezeichnet, aber auch ganz allgemein die Polizei im Arabischen. Bei Svalegården in der Nähe von Kopenhagen handelt es sich um ein fiktives Ghetto. Der Name bedeutet übersetzt so viel wie „Schwalbenfarm“.
Die Hauptrollen der beiden Polizeibeamten Mike Andersen und Jens Høyer wurden mit Jacob Lohmann und Simon Sears besetzt.
Die Filmmusik komponierte Martin Dirkov. Das Soundtrack-Album mit insgesamt 32 Musikstücken soll am 14. Oktober 2020 von Toolbox als Download veröffentlicht werden.
Eine erste Vorstellung erfolgte am 6. September 2020 bei den Filmfestspielen von Venedig 2020, wo er im Rahmen der internationalen Kritikerwoche gezeigt wurde. Ende September, Anfang Oktober 2020 wird er beim Zurich Film Festival vorgestellt. Am 8. Oktober 2020 kam er in die dänischen Kinos.

## Rezeption

### Kritiken
Der Film konnte bislang 83 % der Kritiker bei Rotten Tomatoes überzeugen.

### Auszeichnungen
Deutscher Hörfilmpreis 2022
- Nominierung in der Kategorie TV / Mediatheken / Streamingdienste[10]

Internationales Filmfest Oldenburg 2020
- Nominierung für den Publikumspreis als Bester Independentfilm (Frederik Louis Hviid und Anders Ølholm)[11]

Internationales Filmfestival Thessaloniki 2020
- Auszeichnung mit dem Special Jury Award für die Beste Regie – Bronzener Alexander (Frederik Louis Hviid und Anders Ølholm)
- Auszeichnung als Bester Film im internationalen Wettbewerb (Frederik Louis Hviid und Anders Ølholm)[12]

Internationale Filmfestspiele von Venedig 2020
- Nominierung in der internationalen Kritikerwoche[7]

Les Arcs Film Festival 2020
- Nominierung als Bester Film für den Flèche de Cristal im Compétition Officielle (Frederik Louis Hviid und Anders Ølholm)
- Auszeichnung mit dem Cineuropa-Preis (Frederik Louis Hviid und Anders Ølholm)[13][14][15]

Robert 2021

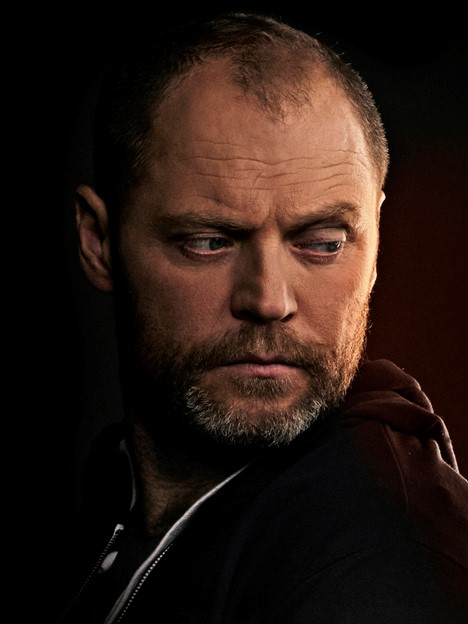
Jacob Lohmann spielt Mike Andersen

- Nominierung als Bester dänischer Film (Anders Thomas Jensen)
- Nominierung für das Beste Originaldrehbuch (Anders Ølholm und Frederik Louis Hviid)
- Nominierung als Bester Hauptdarsteller (Jacob Hauberg Lohmann)
- Auszeichnung als Beste Nebendarstellerin (Özlem Sağlanmak)
- Auszeichnung für den Besten Ton (Morten Green)
- Nominierung für die Beste Kamera (Jacob Møller)
- Nominierung für das Beste Szenenbild (Gustav Pontoppidan)
- Nominierung für die Beste Filmmusik (Martin Dirkov)
- Nominierung für den Besten Filmschnitt (Anders Albjerg Kristiansen)
- Nominierung für die Besten visuellen Effekte (Jonas Drehn und Jan Tvilling)
- Nominierung für das Beste Make-up (Henrik Steen)[16][17]

Zurich Film Festival 2020
- Nominierung im „Spielfilm Wettbewerb“

Darüber hinaus war Shorta – Das Gesetz der Straße einer von drei Filmen, die von Dänemark als Beitrag für die Oscarverleihung 2021 in der Kategorie Bester Internationaler Film eingereicht werden sollten.